# Hội Hàng không Vũ trụ Việt Nam
Hội Hàng không Vũ trụ Việt Nam, viết tắt tiếng Việt là Hội HK-VT VN, là tổ chức xã hội - nghề nghiệp phi lợi nhuận của những người và tổ chức hoạt động trong lĩnh vực nghiên cứu khoa học kỹ thuật, tư vấn, chuyển giao khoa học công nghệ và dịch vụ thương mại,... liên quan đến lĩnh vực hàng không – vũ trụ tại Việt Nam. Hội có tên giao dịch tiếng Anh là Vietnam Aerospace Associations, viết tắt là VASA .
Hội thành lập theo phê duyệt tại Quyết đinh của Bộ Nội vụ số 75/2005/QĐ-BNV ngày 1 tháng 8 năm 2005, có tên ban đầu là "Hội Khoa học và Kỹ thuật hàng không Việt Nam", viết tắt VASTA. Điều lệ Hội được Bộ Nội vụ phê duyệt tại Quyết định số 144/2005/QĐ-BNV ngày 28 tháng 12 năm 2005 .
Năm 2012 Hội đổi tên sang tên hiện nay, được Bộ Nội vụ phê duyệt tên và điều lệ tại quyết định số 99/QĐ-BNV ngày 15 tháng 2 năm 2012 .
Hội thành viên của Liên hiệp các hội Khoa học và Kỹ thuật Việt Nam (VUSTA). Trụ sở Hội đặt tại địa chỉ Tầng 10 Cung Trí thức, số 1 đường Tôn Thất Thuyết, phường Dịch Vọng Hậu, quận Cầu Giấy, thành phố Hà Nội ·